# Bagall
Bagall är en bergstopp i republiken Island. Den ligger i regionen Austurland, 400 km öster om huvudstaden Reykjavík. Toppen på Bagall är 1 060 meter över havet.
Runt Bagall är det mycket glesbefolkat, med 3 invånare per kvadratkilometer. Närmaste större samhälle är Neskaupstaður, nära Bagall. Trakten runt Bagall består i huvudsak av gräsmarker.